# COVID-19 у Сумській області
COVID-19 у Су́мській о́бласті — розповсюдження пандемії коронавірусної хвороби територією Сумської області. Перші випадки появи зараження коронавірусом на Сумщині були виявлено 23 березня 2020 року в місті Суми, але повідомили про це 25 березня, після виявлення ще одного випадку у Конотопі. Також 25 березня зафіксували й першу смерть від коронавірусної хвороби. 6 квітня від коронавірусної хвороби видужав перший пацієнт на Сумщині.
| Район/місто        | Виявлено | Одужало | Померло | Хворіє |
| ------------------ | -------- | ------- | ------- | ------ |
| м. Глухів          | 5        | 4       |         | 1      |
| м. Конотоп         | 14       | 14      |         |        |
| м. Лебедин         | 1        |         |         | 1      |
| м. Охтирка         | 4        | 4       |         |        |
| м. Ромни           | 8        | 3       |         | 5      |
| м. Суми            | 46       | 37      |         | 9      |
| м. Шостка          | 14       | 13      |         | 1      |
| Білопільський      | 4        | 1       |         | 3      |
| Буринський         | 1        | 1       |         |        |
| Великописарівський |          |         |         |        |
| Глухівський        | 2        | 1       |         | 1      |
| Конотопський       | 26       | 24      | 2       |        |
| Краснопільський    |          |         |         |        |
| Кролевецький       | 31       | 29      | 2       |        |
| Лебединський       |          |         |         |        |
| Липоводолинський   |          |         |         |        |
| Недригайлівський   | 1        | 1       |         |        |
| Охтирський         | 1        |         |         | 1      |
| Путивльський       |          |         |         |        |
| Роменський         | 2        | 1       |         | 1      |
| Середино-Будський  |          |         |         |        |
| Сумський           | 12       | 12      |         |        |
| Тростянецький      | 2        | 2       |         |        |
| Шосткинський       |          |         |         |        |
| Ямпільський        |          |         |         |        |
| Сумська область    | 174      | 147     | 4       | 23     |

## Хронологія

### 2020
23 березня лабораторно зареєстрований перший у Сумській області випадок зараження коронавірусом. Але публічно про це повідомили лише ввечері 25 березня, після виявлення другого випадку по області, у місті Конотоп. Як повідомив заступник Сумського міського голови Максим Галицький, виявлений перший хворий коронавірусною хворобою — 49-річна мешканка міста Суми, 10 березня жінку повернулася з Праги (Чехія). 19 березня вона звернулася до сімейного лікаря, а 23 березня її було госпіталізовано, а її лабораторний тест на коронавірус дав позитивний результат.
25 березня мер міста Конотоп Артем Семеніхін повідомив, що у місті виявили випадок зараження коронавірусом. Інфікованою виявилася 78-річна жінка з села Козацьке Конотопського району, котра потрапила до Конотопської ЦРЛ ще 23 березня, до того хворіючи 6 днів. 25 березня її помістили до реанімації та зробили два експрес-тести, обидва дали позитивний результат. Ввечері того ж дня жінка померла. Пізніше лабораторний аналіз підтвердив коронавірус у померлої жінки, а також її родичів. За даними Артема Семеніхіна, померла була «знахаркою» та приймала людей у себе вдома. Вдалося встановити 70 осіб з якими вона контактувала останнім часом.
26 березня на Сумщині методом полімеразно-ланцюгової реакції (ПЛР), лабораторно підтверджено 5 випадків захворювання на COVID-19, з них 1 летальний. З чотирьох осіб котрі хворіють: двоє з села Козацьке Конотопського району знаходяться на самоізоляції, вони контактували з померлою напередодні жінкою; ще два випадки захворювання — у Сумах. Про це під час брифінгу 27 березня повідомила Ірина Троцька, головний інфекціоніст Сумської області. Вона додала, що Міністерство охорони здоров'я України включить Сумську область в статистику, коли п'ять результатів перевірять в Києві.
28 березня всього зареєстровано 6 лабораторно підтверджених випадків захворювання, з них 1 летальний. За останню добу тільки 1 новий випадок — в м. Охтирка. Новий підтверджений випадок захворювання на коронавірус — у 39-річного мешканця міста Охтирка, 15 березня чоловік повернувся з-за кордону й перебував я під наглядом сімейного лікаря, 28 березня хворий з симптомами ГРВІ звернувся в лікарню, де ПЛР-тест на COVID-19 дав позитивний результат.
29 березня всього зареєстровано 9 лабораторно підтверджених випадків захворювання, з них 1 летальний. За останню добу 3 нових випадків — всі в Конотопському районі (с. Козацьке).
30 березня всього зареєстровано 10 лабораторно підтверджених випадків захворювання, з них 1 летальний. За останню добу тільки 1 новий випадок — в м. Суми. Того ж дня, мер міста Шостка Микола Нога заявив, що у 34-річної мешканки міста Шостка, котра напередодні повернулася з Єгипту, експрес-тест на коронавірус дав позитивний результат.
31 березня всього зареєстровано 19 лабораторно підтверджених випадків захворювання, з них 2 летальних (1 за останню добу). За останню добу — 9 нових випадків: 3 в Конотопському районі (с. Козацьке — 2, с. Попівка — 1), 3 в Кролевецькому районі (всі в с. Грузьке), 3 в м. Охтирка. Другим померлим в Сумській області, стала 59-річна жінка з села Козацьке. Її односельчанка, що лежала з нею в палаті, померла від коронавируса 25 березня. Був зареєстрований перший випадок зараження коронавірусом людини з села Попівка Конотопського району. В області нараховується 4 сімейних осередів.
1 квітня всього зареєстровано 26 лабораторно підтверджених випадків захворювання, з них 2 летальних. За останню добу 7 нових випадків: 5 в Кролевецькому районі (всі в м. Кролевець), 2 в м. Шостка. Як повідомив в.о. директора «Сумського обласного лабораторного центру МОЗ України» Володимир Збаражський, із усіх 26 хворих на коронавірус 16 — повернулися з-за кордону: Чехія (1), Грузія (1), Росія (2), Італія та Іспанія (4). Ще 8 осіб заразилися від них. Крім того, 2 особи захворіли ще перед прибуттям в Україну.
2 квітня всього зареєстровано 30 лабораторно підтверджених випадків захворювання, з них 2 летальних. За останню добу 4 нових випадків: 3 в Конотопському районі (всі в с. Козацьке), 1 в м. Шостка. За словами в.о. директора «Сумського обласного лабораторного центру МОЗ України» Володимира Збаражського, в області нараховується 6 сімейних осередів, які хворіють на коронавірусну хворобу.
3 квітня всього зареєстровано 37 лабораторно підтверджених випадків захворювання, з них 2 летальних. За останню добу 7 нових випадків: 1 в м. Конотоп, 3 в Конотопському районі (с. Духанівка — 1, с. Козацьке — 2), 2 в Тростянецькому районі (всі в с. Вишневе), 1 в м. Шостка. За словами Володимира Збаражського, у 14 із усіх 37 інфікованих осіб немає жодних клінічних проявів хвороби.
4 квітня всього зареєстровано 49 лабораторно підтверджених випадків захворювання, з них 2 летальних. За останню добу 12 нових випадків: 7 в Конотопському районі (с. Духанівка — 3, с. Козацьке — 4), 5 в Кролевецькому районі (с. Грузьке — 1, м. Кролевець — 4).
5 квітня всього зареєстровано 51 лабораторно підтверджених випадків захворювання, з них 2 летальних. За останню добу 2 нових випадків: 1 в м. Конотоп, 1 в Конотопському районі (с. Козацьке).
6 квітня за добу кількість випадків захворювання та смертей не змінилася. Натомість в області вилікувався від коронавірусу перший пацієнт.
7 квітня всього зареєстровано 56 лабораторно підтверджених випадків захворювання, з них 2 летальних. За останню добу 5 нових випадків: 1 в Конотопі, 1 в Конотопському районі (с. Козацьке), 1 в м. Суми, 2 в м. Шостка.
8 квітня за добу кількість випадків захворювання та смертей не змінилася.
9 квітня всього зареєстровано 63 лабораторно підтверджених випадків захворювання, з них 2 летальних. За добу 7 нових випадків: 3 в Конотопі, 2 в Кролевецькому районі, 2 в Сумах.
21 квітня в області — 83 інфікованих, жодного випадку за добу виявлено не було.
7 травня 130 інфікованих, 18 за добу, 11 з них заразилися від хворого продавця супермаркету у Сумах.
24 червня в області було посилено контроль над карантином. Зокрема, заборонено робота дитячих таборів і введено обмеження на масові заходи та роботу закладів громадського харчування. Обов'язковим є носіння масок в громадських місцях, також вимагається мати при собі документи, що підтверджують особу.
8 жовтня в Сумах було посилено карантин: введено повний масковий режим.
12 листопада в лікарні Глухівського району одна з пацієнток, хворих на COVID-19, з невідомих мотивів скоїла самовбивство.

### 2021
24 березня Київська та Сумська області буловключено до «червоної зони» карантину, в обалстях запроваджено найвищий рівень епідемічної небезпеки.
На початок травня, у червоній зоні карантину залишалися Запорізька, Полтавська та Сумська області.

### 2022
У січні Херсонська та Сумська області було включено до «помаранчевої» зони карантину.

## Запобіжні заходи
З 12 березня на Сумщині запровадили карантин, котрий як планувалося буде тривати до 3 квітня, були заборонені: масові заходи, концерти, спортивні змагання. На три тижні було зачинено усі навчальні заклади, винятком став обласний центр, де карантин у навчальних закладах запровадили на 1 день пізніше — з 13 березня.
З 17 березня було посилено запобіжні заходи. У Сумах було зачинено: торгові центри, заклади сфери послуг та заклади громадського харчування. У Сумах для недопущення поширення коронавірусу почали дезінфікувати комунальний і приватний громадський транспорт.
 25 березня мер Сум Олександр Лисенко повідомив, що від 26 березня буле обмежено в'їзд до обласного центру, до Сум зможуть в'їжджати лише особи, зареєстровані у Сумах або які тут працюють.
 28 березня було посилено карантинні заходи у Сумах. На період із 28 березня і до моменту завершення карантину, на території Сумської міської ОТГ заборонено без крайньої потреби виходити зі своїх помешкань.

## Народні методи лікування
Дослідники з Інституту молекулярної вірусології Медичного центру Університету Ульма заявили, що сік або чай чорноплідної горобини найбільш ефективно пригнічує активність вірусу в людському організмі — до 97 відсотків.

## Звільнення лікарів
1 квітня Сумська прокуратура відкрила справу щодо незаконного звільнення 47 медиків із сумського пологового будинку.